# Rio Verde, Arizona
Rio Verde je naseljeno područje za statističke svrhe u američkoj saveznoj državi Arizona. Prema popisu stanovništva iz 2010. u njemu je živjelo 1,811 stanovnika.